# Victor Renaud
 (juin 2012).
Pour les articles homonymes, voir Renaud (homonymie).
Victor Renaud, né le 18 juin 1904 à Fougères et mort fusillé le 23 juin 1944 à Limoges, est un résistant français de la Seconde Guerre mondiale.

## Biographie
Victor Renaud, orphelin très jeune, passe son enfance en Bretagne. Il est catholique, pacifiste mais patriote. Il choisit d'être électricien, profession encore peu répandue, artisan à son compteet s'installe dans la Creuse à Saint-Sébastien.

### Entrée dans la Résistance
À la déclaration de guerre, il est appelé comme adjudant du génie puis est blessé. La défaite, l'armistice, le régime vichyste lui sont insupportables. Dès la fin de 1940, libéré, il fait de la contre-propagande dans des mouvements sportifs de jeunesse et auprès de sa clientèle. Il rejoint avec ses deux frères en janvier 1941 l'organisation de propagande du  général Cochet. Cette dernière adhère le 15 décembre 1942 au réseau Alliance.

### Au réseau Alliance
Victor Renaud, alias Pataud, matricule A35 chez les Anglais, y est agent de renseignements, agent de liaison et boîte à lettres. Dans ce travail où le danger est quotidien, il apprend la prudence et le secret total. Ses informations lui permettent de prévenir à temps des Résistants menacés d'arrestation. La Gestapo finit par le suspecter. Le 10 octobre 1943, alors qu'il est en mission, elle pille sa maison et terrorise son épouse. Victor Renaud doit être mis en sécurité. Alliance l'apprécie particulièrement et veut l’envoyer à Londres. Renaud refuse car il veut pouvoir continuer à veiller sur les siens, même de loin. Sa femme, qui attend un enfant, est rongée par l'angoisse et meurt en janvier 1944, après avoir confié leur fils de 6 ans, François, à sa grand-mère. Pataud est de plus en plus menacé. Le 23 mars à Limoges, son chef de réseau, Pointer (André Girard), lui propose de nouveau sans résultat de l'exfiltrer vers Londres.

### Arrestation, tortures et mort
Le 28 mai au matin a lieu l'embuscade de Vaussujean. Un détachement du Premier régiment de France, commandé par le lieutenant Bonioli, abat sept Résistants et en blesse plusieurs autres. Victor Renaud qui est tout près est outré et vient protester auprès du lieutenant. Il a été dénoncé la veille au lieutenant par un collaborateur habitant Vaussujean. Bonioli l'arrête et le fait conduire à la caserne des GMR de La Souterraine. Il y est remis à la Milice et subit son premier interrogatoire par Jean Fillol. Celui-ci, fondateur de la Cagoule, est tellement violent que Pierre Laval l'a fait arrêter en novembre 1942. Darnand le fait libérer en mai 1944 et le nomme chef du deuxième bureau (renseignement) de la Milice de Limoges il sera accompagné de Jean de Vaugelas, chef des opérations de maintien de l'ordre. La Gestapo de Limoges ne le réclame pas ; elle sait qu'un agent "grillé" ne peut être réactivé et l'abandonne à la Milice.
Victor Renaud est conduit à Limoges, à la caserne du Petit Séminaire, dans la rue Jean-Pierre Timbaud située proche de la Place des Jacobins où est installé Fillol. Les interrogatoires reprennent chaque nuit dans la chambre no 19, menés par Filiol en personne qui s'active en gants blancs tandis que ses acolytes frappent aux poings, aux pieds, avec des nerfs de bœuf, brûlent avec des cigarettes, lacèrent avec des couteaux... Ce sera peine perdue pour eux.
Victor Renaud est accusé d'être communiste et un des chefs FTP, et d'avoir participé à ce titre à l'exécution d'un milicien. Il est un fervent catholique et a appartenu avant la guerre à une ligue anti-marxiste. Il se refuse cependant à donner la moindre indication pour se disculper, par solidarité avec ses camarades  communistes, devenus ses frères d'armes, et parce qu'il sait que s'il parlait de son réseau, il le mettrait gravement en danger. Malgré les tortures répétées, rapportées par un témoin, un autre Résistant de 20 ans emprisonné dans la même cellule, Marc Parrotin, il ne parlera pas.
Il est présenté devant une "cour martiale" créée par la Milice, et condamné à mort par des "juges" français dont les noms resteront inconnus. Il est exécuté aussitôt par des Miliciens français à la maison d'arrêt de Limoges. Après avoir refusé d'être attaché et d'avoir les yeux bandés, il tombe sous les balles après avoir crié "Vive la France".

### Épilogue
Sa personnalité, ses actions patriotiques, son malheur familial, les conditions honteuses de son arrestation et de ses interrogatoires vaudront à Victor Renaud une réputation et un prestige qui se sont manifestés dès son inhumation à Saint-Sébastien et se poursuivent chaque année lors de manifestations commémoratives. Des Résistants et des historiens de la Résistance ont décrit l'homme et ses actions. Marie-Madeleine Fourcade, dernière dirigeante du réseau Alliance, lui a consacré un important développement biographique, écrivant en conclusion : "L'homme qui n'a pas voulu mélanger les questions et qui s'est placé au-dessus des sanglantes querelles partisanes de l'époque en choisissant le sacrifice suprême, m'a semblé être l'exemple par excellence à mettre en exergue pour retracer l'histoire d'un des creusets les plus extraordinaires de la Résistance, la région R5".

## Mémoriaux
- Monument à Victor Renaud à Vaussujean (Saint-Sébastien) où il a été arrêté
- Avenue Victor-Renaud à Saint-Sébastien.